# Rhizopulvinaria solitudina
Rhizopulvinaria solitudina är en insektsart som beskrevs av Matesova 1960. Rhizopulvinaria solitudina ingår i släktet Rhizopulvinaria och familjen skålsköldlöss.
Artens utbredningsområde är Kazakstan. Inga underarter finns listade i Catalogue of Life.